# Hyphoderma cinnamomeum
Hyphoderma cinnamomeum är en svampart som beskrevs av Jülich 1978. Hyphoderma cinnamomeum ingår i släktet Hyphoderma och familjen Meruliaceae.   Inga underarter finns listade i Catalogue of Life.